# Cutie Honey
«Cutie Honey» (яп. キューティーハニー, «Кью́ти Ха́ни», «Милашка Хани») (во Франции также называется Chery Miel) — широко известное аниме и манга, созданные Го Нагаи в 1973 г. Являясь андроидом, главная героиня — Хани — обнаруживает поразительное сходство с образом девушек-волшебниц — «махо-сёдзё» (например, она способна менять свой внешний облик, особенно при встрече со своими противниками) с некоторыми ключевыми отличиями:
- Способности Хани имеют механическую, а не волшебную природу. Тем не менее практически её всё равно можно отнести к девушкам-волшебницам;
- Несмотря на то что в Японии аниме «Cutie Honey» адресовалось всем возрастным категориям, на Западе оно считается неподходящим для юных зрителей, хотя среди выпущенных сериалов существует несколько более сглаженная сёдзё-версия («Cutie Honey Flash»).

Хани считается исходным шаблоном для тех девушек-волшебниц, которые являются активными бойцами, в частности для произведений этого жанра, ориентированных в большей степени на мужскую аудиторию. Отсылки к Хани или явные пародии встречаются во многих мангах и аниме в течение многих лет. Наиболее известный пример — при создании аниме «Сейлор Мун» (наиболее известного за пределами Японии произведения жанра «девушки-волшебницы») использовались явные отсылки к «Cutie Honey». Подобно Хани, Сейлор Мун имеет склонность к произнесению забавных монологов перед битвой, а также к тому, чтобы сражаться с почти что привлекательными и в то же время эксцентричными женщинами-монстрами.

## Сюжет
Хани — девушка-андроид, созданная немолодым учёным в качестве собственной «дочери». Она не подозревает, что является искусственным существом и посещает католическую школу, где к ней постоянно пристаёт безобразная учительница-лесбиянка. Хани узнаёт правду о себе в день, когда её «отца» убивают члены злодейской организации «Коготь пантеры». Ей открывается, что произнеся фразу «Хани-флэш!», она может трансформироваться в красноволосую супергероиню, обладающую огромной силой и ловкостью и вооружённую мечом. Более того, у неё есть несколько других образов, все — красивые женщины с различными способностями (её исходный, «настоящий» образ — длинноволосая блондинка). Хани сражается с «Когтем пантеры», одновременно посещая школу.
Хани весьма шаловлива для типичной японской героини, она часто поддразнивает своих друзей-мужчин и насмехается над соперниками в бою.

## Манги
1. Cutie Honey (2 тома, 1973—1974, издавались в журнале Shonen Champion)
2. Cutie Honey (2 тома, 1992—1993, ремейк версии 1973 года)
3. Cutie Honey Flash (4 тома, 1997—1998)

## Аниме
1. Cutie Honey (ТВ-сериал, 25 серий, 1973—1974, режиссёр Синго Араки)
2. Shin Cutie Honey («Новая Кьюти Хани», OVA, 8 серий, 1994, режиссёр Ясутика Нагаока)
3. Cutie Honey Flash (ТВ-сериал, 39 серий, 1997—1998, режиссёр Нориё Сасаки)
4. Cutie Honey Flash Movie (1997)
5. Re: Cutie Honey (OVA, 3 серии, 2004), главный режиссёр Хидэаки Анно:
  1. Ten no Maki (「天」の巻, «том небес»), режиссёр Хироюки Имаиси
  2. Chi no Maki (「地」の巻, «том Земли»), режиссёр Такамити Ито
  3. Hito no Maki (「人」の巻, «том человечества»), режиссёр Масаюки
6. Cutie Honey Universe (ТВ-сериал, 2018, режиссёр Акитоси Ёкояма)

## Игровой фильм
1. Cutie Honey (2004, режиссёр Хидэаки Анно)

## Сериал
В 2007 году компания Toei создала сериал жанра токусацу по этому аниме — Cutie Honey The Live. Данный сериал отличается сюжетом от аниме. Что-то подобное было в 2003 году, когда та же Toei сделала сериал Pretty Guardian Sailor Moon, основанный на аниме Сейлор Мун.